# Hercegovac
Hercegovac (česky Hercegovec) je vesnice a správní středisko stejnojmenné opčiny v Chorvatsku v Bjelovarsko-bilogorské župě. Nachází se asi 14 km jihozápadně od Grubišna Polje. V roce 2011 žilo v Hercegovci 1 058 obyvatel, v celé opčině pak 2 383 obyvatel.
V Hercegovci žije významná česká menšina. V celé opčině žije celkem 196 Čechů (8,22 % obyvatelstva opčiny), v naprosté většině žijící ve středisku opčiny Hercegovci, menší skupiny též žijí ve vesnicích Ladislav a Palešnik.
Opčina zahrnuje celkem 5 trvale obydlených vesnic:
- Hercegovac – 1 058 obyvatel
- Ilovski Klokočevac – 145 obyvatel
- Ladislav – 367 obyvatel
- Palešnik – 515 obyvatel
- Velika Trnava – 298 obyvatel

Hercegovcem prochází silnice D45.